# Tetraleurodes subrotunda
Tetraleurodes subrotunda là một loài côn trùng cánh nửa trong họ Aleyrodidae, phân họ Aleyrodinae.
Tetraleurodes subrotunda được Takahashi miêu tả khoa học đầu tiên năm 1937.